# Fekete György (belsőépítész)
Fekete György (Zalaegerszeg, 1932. szeptember 28. – Budapest, 2020. április 15.) a Nemzet Művésze címmel kitüntetett, Kossuth- és Munkácsy Mihály-díjas magyar belsőépítész, szakíró, politikus, helyettes államtitkár. A Magyar Művészeti Akadémia (MMA) tagja (1995), majd elnöke (2011–2017). A 2016-os Befolyás-barométer szerint ő volt Magyarország 50. legbefolyásosabb személye.

## Életpályája
1957-ben végezte el a Magyar Iparművészeti Főiskolát, mestere Kaesz Gyula volt. Az Általános Épülettervező Vállalatnál (ÁÉTV) lett irányító tervező. 1964-től szabadfoglalkozású iparművész, 1980-tól 1983-ig a Képző- és Iparművészeti Szakközépiskola igazgatója, 1986-tól 1989-ig az Iparművészeti Vállalat művészeti vezetője, 1997-től egyetemi tanár volt a Soproni Egyetemen. 1995-től a Magyar Művészeti Akadémia tagja volt, 2011. november 5-én a köztestületté alakult MMA elnökévé választották, 2017. október 10-től annak tiszteletbeli elnöke volt.
Művészeti alkotómunkája a belsőépítészet csaknem minden területét átfogja. Tervezett múzeumi kiállítási installációkat, középületbelsőket, református templombelsőket, iskolákat, üdülőszállókat, művelődési házakat és magyar kiállításokat külföldön.
Környezetkultúrával foglalkozó hat tévésorozat (67 adás) forgatókönyveinek volt írója és műsorvezetője. 1986-tól 1989-ig a Magyar Képzőművészek és Iparművészek Szövetségének alelnöke, 1993–94-ben a Nemzeti Kulturális Alap elnöke, 1995-től társelnöke volt a Magyar Örökségeket Megnevező Bizottságnak, elnöke a Magyar Örökség és Európa Egyesületnek.
1987 óta lapalapító főszerkesztője volt a Magyar Iparművészet című, negyedévenként megjelenő szakfolyóiratnak, amelyet 1993-ban újraindított. Számos szakcikke, tanulmánya jelent meg a Művészet, Ipari Művészet, Ipari Forma, Magyar Építőművészet, Lakáskultúra, Hitel, Kapu, Faipar stb. szakmai, irodalmi és közművelődési orgánumokban.
2020. április 15-én hunyt el, június 23-án búcsúztatták a Fiumei úti sírkertben Balog Zoltán református püspök vezetésével. Beszédet mondott Orbán Viktor miniszterelnök, valamint a pályatársak nevében Mezei Gábor belsőépítész.

## Politikusként
1988-ban belépett az MDF-be. 1990 és 1994 között a Művelődési és Közoktatási Minisztérium helyettes kulturális államtitkára volt. Antall József halála után behívták az Országgyűlésbe. 1994-ben a XII. kerületi egyéni választókerületben szerzett egyéni mandátumot. 1995-ben kilépett az MDF-ból, ill. a frakcióból is, majd egy évi független képviselőség után 1996-ban belépett a Kereszténydemokrata Néppártba (KDNP). 1998-ban nem szerzett mandátumot. 1997 és 2001 között a KDNP alelnöke volt.

## Családja
Édesapja, Fekete Károly (1900–1957) Zalaegerszegen volt református lelkész, édesanyja, Rácz Katalin (1910–1993) Komádiban, majd Budapesten dolgozott mint tanítónő. Bátyja, Károly (1930) a debreceni Református Hittudományi Akadémia dékánja, öccse, Tamás (1935) könyvkereskedő. Első felesége Bihari Ibolya (1930–1993) műszaki könyvgrafikus volt. Második felesége Sunyovszky Szilvia színésznő volt.

## Kiállításai (válogatás)

### Egyéni
- 1963 • Csók Galéria (Schrammel Imrével), Budapest
- 1969 • Ernst Múzeum (Schrammel Imrével), Budapest
- 1984 • Zsinagóga, Zalaegerszeg
- 1986 • Művészetek Háza, Szekszárd • Városi Művelődési Központ, Paks • Vigadó Galéria, Budapest
- 2002 • Vigadó Galéria, Budapest

### Csoportos
- 1968–1986 • Prizma 13
- 1971 • I. Belsőépítészeti kiállítás, Ernst Múzeum, Budapest
- 1974 • II. Belsőépítészeti kiállítás, Műcsarnok, Budapest
- 1975 • Mai magyar iparművészet II., Iparművészeti Múzeum, Budapest

## Kötetei
- Székfoglaló. Válogatások a szerző írásaiból; ill. a szerző; Kráter Műhely Egyesület, Budapest, 1992
- Színes lakások, lakásszínek. Budapest, 1992
- Ezredvégi tűnődések. Beszélgetések barátaimmal; Kairosz, Szentendre, 1997
- Fekete György–Sunyovszky Sylvia: A Szent Korona ezer arca; Kairosz, Budapest, 2000
- Emberközelben. Beszélgetések barátaimmal; Kairosz, Budapest, 2001
- Sylvia; Kráter Műhely Egyesület, Pomáz, 2002
- Fekete György. Belsőépítész, egyetemi tanár, akadémikus; Kráter Műhely Egyesület, Pomáz, 2002 (Belső tárlat)
- Harmadik harang. Beszélgetések barátaimmal; Kairosz, Budapest, 2002
- Létezéseim; Kráter Műhely Egyesület, Pomáz, 2002
- Befelé tágasabb. Válogatott írások a szerző grafikáival; Széphalom Könyvműhely, Budapest, 2007
- Tárgyak természetrajza. Tapasztalásaim könyve; Holnap, Budapest, 2008
- Aranykor. Mozaikok, grafikák, tárgyak, kisplasztikák, könyvek; magánkiadás, Budapest, 2012
- Nem volt hiába. Fekete Györggyel beszélget Dvorszky Hedvig; Kairosz, Budapest, 2013 (Magyarnak lenni)
- 85+85. Pesti Vigadó, 2017. szeptember 29–november 26.; MMA, Budapest, 2017
- Hazafelé. Számadás a vándorútról; MMA, Budapest, 2019

## Díjai, elismerései (válogatás)
- Munkácsy Mihály-díj (1966)
- MTV Nívódíj (1978)
- Érdemes művész (1981)
- A Magyar Művészeti Akadémia arany oklevele (1998)
- Zalaegerszeg díszpolgára (2003)[7]
- Tornyospálca díszpolgára (2007)[8]
- Prima díj (2011)
- Kossuth-díj (2012)
- Zala megye díszpolgára (2017)[9]
- A Magyar Érdemrend nagykeresztje (2017)[10]
- A Nemzet Művésze (2018)
- Hegyvidék díszpolgára (2019)[11]